# Lokve (Croazia)
Lokve (in italiano anche Loque) è un comune di 1 047 abitanti nella regione litoraneo-montana in Croazia.
Secondo l'ultimo censimento lo 0,10% della popolazione parla italiano come prima lingua.

## Località
Il comune di Lokve è suddiviso in 7 insediamenti o frazioni (naselja):
- Homer
- Lazac Lokvarski
- Lokve (Loque[1])
- Mrzla Vodica (Merzla Vodizza[4])
- Podtisovac
- Sljeme (Sleme[1])
- Sopač
- Zelin Mrzlovodički